# Montenegro en el Festival de la Canción de Eurovisión 2008
RTCG eligió la canción de Montenegro en el Festival de la Canción de Eurovisión 2008 con la ayuda de los votos del público. Durante un show especial que se emitió en RTCG, llamado MontenegroSong 2008 , con un nuevo modelo de Final Nacional, se presentaron seis candidatos, de los cuales Stefan Filipovic fue seleccionado como artista ganador a través de televoto. La canción que interpretó fue elegida internamente por un jurado de 30 miembros nombrados por RTCG . La canción, "Zauvijek volim te" (" Te Quiero Para la Eternidad "), fue compuesta por un grupo de músicos macedonios: Grigor Koprov, Nedelkovski Ognen y Vladimir Dojčinovski, el mismo trío que componían la canción de Macedonia en el año 2007: "Mojot Svet". También se realizó una versión en inglés de esta canción, bajo el título de: "Forget That I Love You". Representó a Montenegro en la primera semifinal del Festival de la Canción de Eurovisión 2008 el 20 de mayo de 2008 en Belgrado, Serbia. La canción quedó en 14.º lugar con 23 puntos, esta puntuación no le permitió el pase a la final.

## MontenegroSong 2008
Los seis candidatos fueron:
| N.º de salida | Artista             | Canción interpretada (artista original)                 | Televotos | Lugar |
| ------------- | ------------------- | ------------------------------------------------------- | --------- | ----- |
| 1             | Andrea Demirović    | "I Will Always Love You" (Dolly Parton/Whitney Houston) | 1300      | 2     |
| 2             | Grim                | "The Power of Love" (Frankie Goes to Hollywood)         | 345       | 5     |
| 3             | Jelena Kažanegra    | "The Best" (Bonnie Tyler/Tina Turner)                   | 377       | 4     |
| 4             | Nenad Knežević Knez | "Balerina" (Makadam)                                    | 667       | 3     |
| 5             | Vesna Milačić Kaja  | "Here I Go Again" (Whitesnake)                          | 341       | 6     |
| 6             | Stefan Filipović    | "Za nju" (Stefan Filipović)                             | 3325      | 1     |